# Mount Olsen
Mount Olsen är en bergstopp i Heard- och McDonaldöarna (Australien). Toppen på Mount Olsen är 580 meter över havet,. Bredden vid basen är 2,1 km. Mount Olsen ligger på Laurens Peninsula på ön Heard Island.
Polarklimat råder i trakten. Årsmedeltemperaturen i trakten är −6 °C. Den varmaste månaden är februari, då medeltemperaturen är −1 °C, och den kallaste är augusti, med −10 °C.